# Холокост в Горецком районе
Холокост в Го́рецком районе — систематическое преследование и уничтожение евреев на территории Горецкого района Могилёвской области оккупационными властями нацистской Германии и коллаборационистами в 1941—1944 годах во время Второй мировой войны, в рамках политики «Окончательного решения еврейского вопроса» — составная часть Холокоста в Белоруссии и Катастрофы европейского еврейства.

## Геноцид евреев в районе
Горецкий район был полностью оккупирован немецкими войсками 12 (13) июля 1941 года, и оккупация продлилась более трёх лет — до 26 июня 1944 года. Нацисты включили Горецкий район в состав территории, административно отнесённой к зоне армейского тыла группы армий «Центр».
Для осуществления политики геноцида и проведения карательных операций сразу вслед за войсками в район прибыли карательные подразделения войск СС, айнзатцгруппы, зондеркоманды, тайная полевая полиция (ГФП), полиция безопасности и СД, жандармерия и гестапо.
Во всех крупных деревнях района были созданы районные (волостные) управы и полицейские гарнизоны из коллаборационистов.
Одновременно с оккупацией нацисты и их приспешники начали поголовное уничтожение евреев. «Акции» (таким эвфемизмом гитлеровцы называли организованные ими массовые убийства) повторялись множество раз во многих местах. В тех населенных пунктах, где евреев убили не сразу, их содержали в условиях гетто вплоть до полного уничтожения, используя на тяжелых и грязных принудительных работах, от чего многие узники умерли от непосильных нагрузок в условиях постоянного голода и отсутствия медицинской помощи.
За время оккупации практически все евреи Горецкого района были убиты, а немногие спасшиеся в большинстве воевали впоследствии в партизанских отрядах.
В конце октября 1941 года нацисты расстреляли последних ещё живых евреев в деревнях Верещаки и Ольховка, 12 июля 1942 года в местечке Ленино (Романово), 19 октября 1941 года — в местечке Горы, 22 марта 1942 года — в деревне Напрасновка и 12 марта 1943 года — в деревне Рудковщина.

## Гетто
Оккупационные власти под страхом смерти запретили евреям снимать желтые латы или шестиконечные звезды (опознавательные знаки на верхней одежде), выходить из гетто без специального разрешения, менять место проживания и квартиру внутри гетто, ходить по тротуарам, пользоваться общественным транспортом, находиться на территории парков и общественных мест, посещать школы.
Реализуя нацистскую программу уничтожения евреев, немцы создали на территории района 6 гетто.
- В гетто города Горки (август 1941 — 7 октября 1941) были замучены и убиты более 2500 евреев.
- В гетто деревни Верещаки (лето 1941 — лето 1942) были убиты более 100 евреев.
- В гетто деревни Горы (лето 1941 — 17 октября 1941) были убиты более 200 евреев.
- В гетто деревни Ленино (Романово) (конец июля 1941 — осень 1941) были убиты около 200 евреев.
- В гетто деревни Напрасновка (конец июля 1941 — 22 марта 1942) были убиты более 300 евреев.
- В гетто деревни Рудковщина (конец июля 1941 — 12 марта 1943) были убиты несколько десятков евреев.

## Память
Братские могилы в Горках, деревнях Горы, Напрасновка, Рудковщина, Верещаки и Ленино после освобождения района были обследованы районной комиссией ЧГК.
Опубликованы неполные списки жертв геноцида евреев в Горецком районе.
Памятники убитым евреям района установлены в Горках, Верещаках, Горах, Напрасновке и Рудковщине.

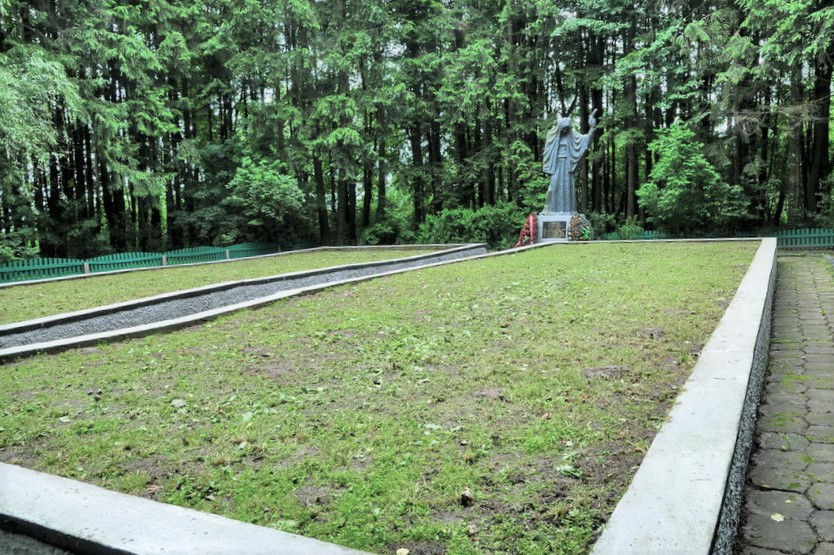
Памятник в Горках
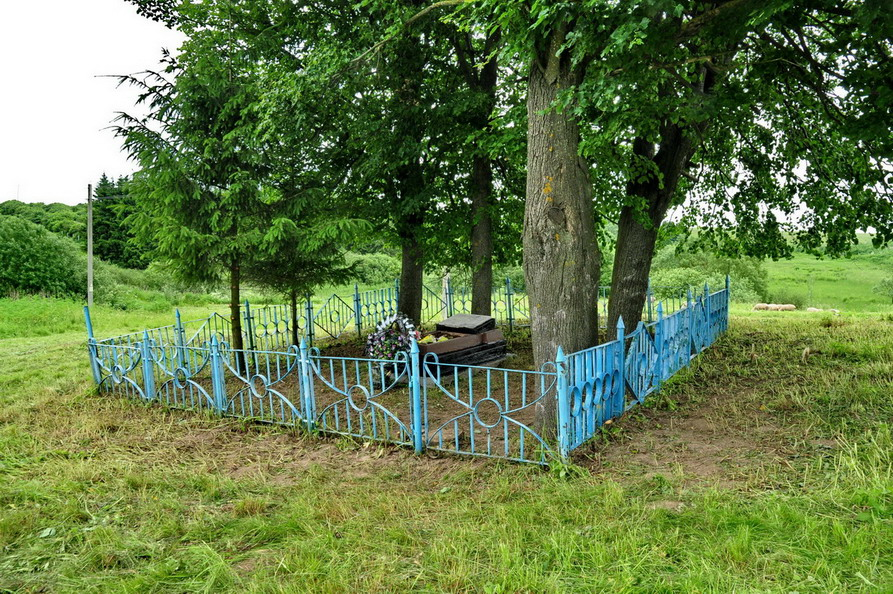
Памятник в Горах
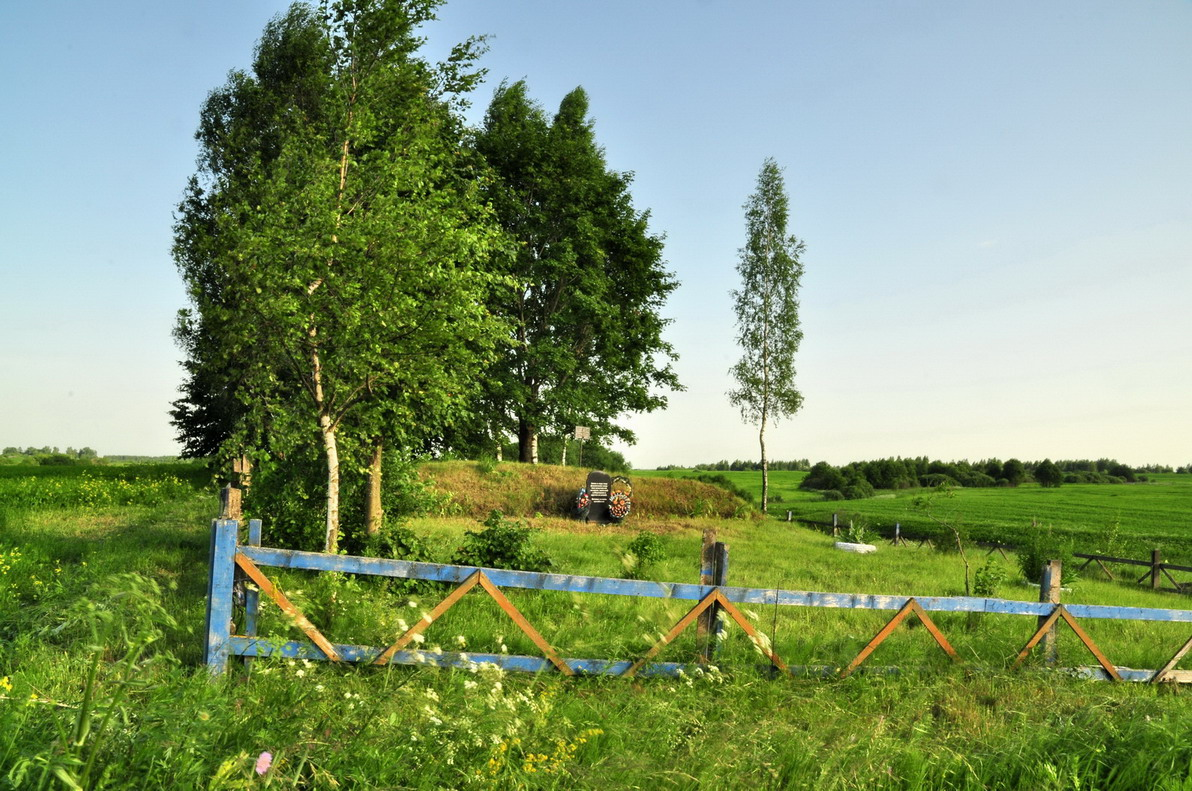
Памятник в Верещаках
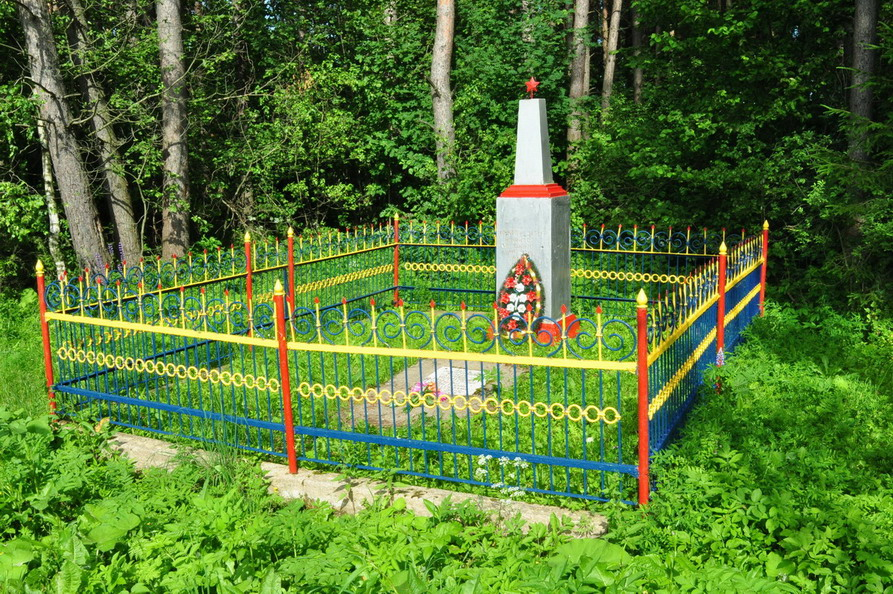
Памятник в Напрасновке
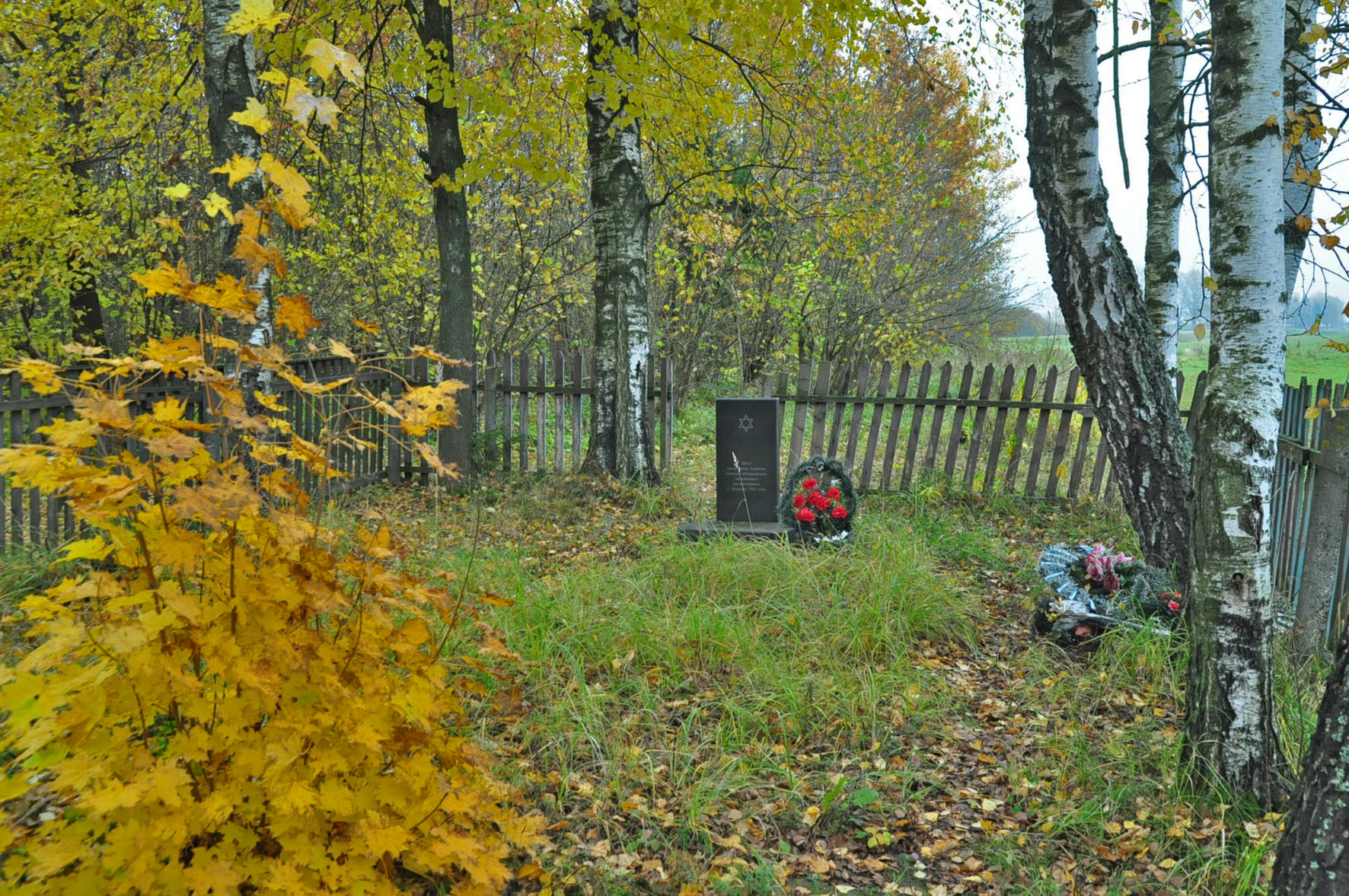
Памятник в Рудковщине